# Norah Carterová

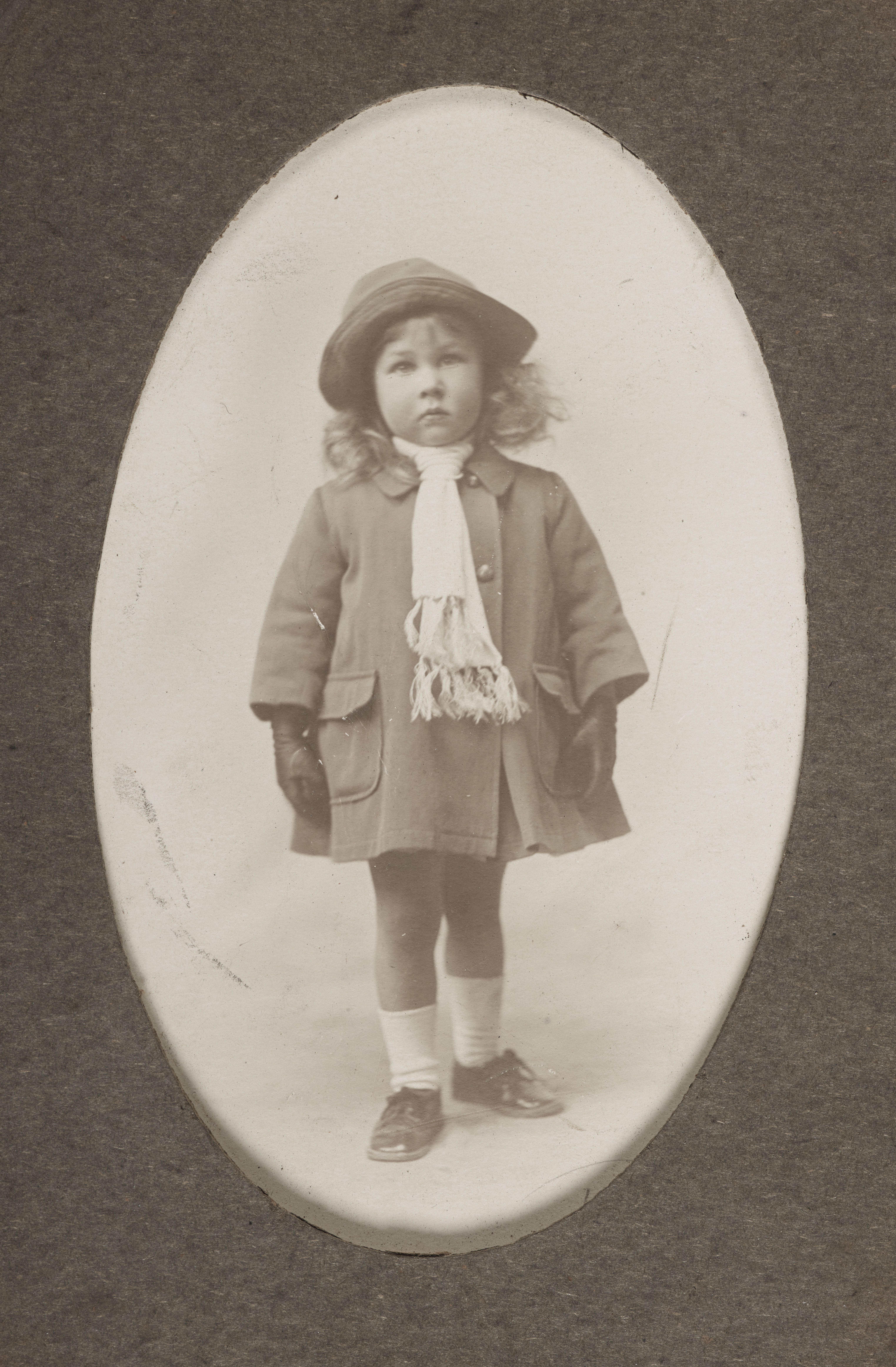
Mladá dívka, 1910–1919, Gisborne

Norah Carterová (nepřechýleně Carter; 15. dubna 1881 – 8. února 1966 Sydney) byla novozélandská fotografka. Její práce jsou ve stálých sbírkách Muzea Nového Zélandu Te Papa Tongarewa.

## Životopis
Carterová se narodila 15. dubna 1881, Anně Margaret Beggové a Richardu Carterovi, celnímu inspektorovi, který byl tehdy v Napieru. Vystudovala kresbu a umění na technické škole ve Wellingtonu a v australském Melbourne.

## Kariéra
V roce 1907 Carterová otevřela umělecké studio v Christchurchi, specializující se na miniaturní malbu a fotografii. V roce 1910 se přestěhovala do Gisborne na severní části Nového Zélandu a otevřela tam fotografické studio. Podnik uzavřela v roce 1919.
Carterová zemřela v australském Sydney 8. února 1966.